# Catocala brandti
Catocala brandti is een vlinder uit de familie van de spinneruilen (Erebidae). De wetenschappelijke naam van de soort is voor het eerst geldig gepubliceerd in 1999 door Hacker.
Deze nachtvlinder komt voor in Europa.